# Гомеостаз

Негативний зворотний зв'язок при роботі з підтримання рівня цукру в крові. Рівна лінія — заданий рівень глюкози, а синусова хвиля — коливання рівня глюкози

Гомеоста́з — стан рівноваги постійно змінюваного середовища, у якому відбуваються біологічні процеси. Здебільшого цей термін вживається в медицині та біології. Гомеостаз підтримується безперервною роботою систем органів кровообігу, дихання, травлення, виділення тощо, постачанням у кров біологічно активних хімічних речовин, котрі забезпечують взаємодію клітин і органів. Найважливіше значення у підтриманні гомеостазу має нервова система, яка керує діяльністю органів і систем організму. Гомеостаз регулюється безпосередньо проміжним мозком.
Гомеостаз — відносна сталість складу та властивостей внутрішнього середовища біологічних систем різних рівнів організації.
В основі гомеостазу лежать динамічні процеси, оскільки сталість внутрішнього середовища безперервно порушується і так само постійно відновлюється.
Фізіологічні процеси в організмі та перебіг підтримання гомеостазу, перебувають під наглядом зворотного зв'язку (керований об'єкт зі свого боку, контролює об'єкт нагляду, тож між ними існує взаємодія).
Гомеостаз — це система узгоджених відгуків організму, спрямованих на забезпечення, підтримання або відновлення сталості його внутрішнього середовища.
Організм як людини, так й інших тварин, є відкритою системою, що досить щільно пов'язана із зовнішнім середовищем (температура, атмосферний тиск, вологість тощо). Існує така властивість, як саморегуляція, для котрої було запропоновано назву лат. «gomios stasis» — подібний стан. Гомеостаз — це постійність внутрішнього середовища і фізіологічної діяльності організму (сталість хімічного складу та фізико-хімічних властивостей; він виражається наявністю низки стійких показників (констант), визначає відповідний стан організму: температуру, тиск крові, кількість у крові речовин, як от Са, К, Na).

## Історія
Французький фізіолог XIX століття Клод Бернар (1813—1878) першим помітив, що всі вищі живі істоти діяльно і постійно протидіють тому, щоби чинники зовнішнього середовища порушували ті умови, які необхідні для підтримки життєдіяльності організму.

## Огляд
Метаболічні процеси всіх організмів можуть відбуватися лише у дуже особливих фізичних та хімічних середовищах. Умови залежать від кожного організму і від того, чи відбуваються хімічні процеси всередині клітини або в інтерстиціальній рідині, що охоплює клітини. Найвідомішими гомеостатичними механізмами у людини та інших ссавців є регулятори, які підтримують постійний склад позаклітинної рідини (або «внутрішнього середовища»), особливо щодо температури, pH, осмолярності та концентрацій натрію, калію, глюкози, вуглекислого газу (діоксиду вуглецю) і кисню. Однак дуже багато інших гомеостатичних механізмів, котрі стосуються багатьох чинників фізіології людини, підтримують інші об'єкти в організмі. Там, де рівні змінних, є вищими або нижчими від необхідних, вони часто є з префіксами гіпер- та гіпо-, як-от відповідно гіпертермія та гіпотермія або гіпертонія та гіпотензія. Циркадні зміни температури тіла, коливаються навколо 37,5 °C з 10:00 до 18:00, і досягають 36,4 °C від 02:00 до 06:00 години доби.

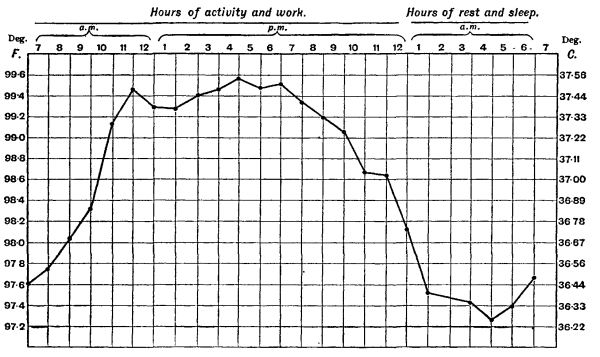
Коливання температури тіла людини впродовж доби

Якщо суб'єкт гомеостатично контролюється, це не означає, що його показники, обов'язково є цілком стійкими для здоров'я. Наприклад, основна температура тіла підтримується гомеостатичним механізмом із температурними давачами, серед іншого, гіпоталамусом мозку. Однак задана температура регулятора постійно скидається. Наприклад, основна температура тіла у людини змінюється протягом дня (тобто має циркадний ритм), до того-ж найнижчі температури виникають вночі, а найвищі — вдень. Інші нормальні коливання температури обумовлює те, що стосуються менструального циклу. Уставка регулятора температури під час зараження скидається, щоби викликати захисний жар. Організми здатні дещо пристосовуватися до різних умов, наприклад зміни температури або рівня кисню на висоті, шляхом перебігу акліматизації.
Гомеостаз підтримує не кожну діяльність в організмі. Наприклад, сигнал (чи то через нейрони або гормони) від давача до ефектора, за потреби, дуже мінливий, щоби передати дані про напрямок і величину помилки, виявленої природним давачем. Так само, відповідь ефектора повинна бути налаштована для зміни відхилення — адже вона мусить бути майже відповідною (але у зворотному напрямку) до помилки, яка загрожує внутрішньому середовищу. Наприклад, артеріальний кров'яний тиск у ссавців підтримується гомеостатично і вимірюється рецепторами розтягування стінок дуги аорти та сонних пазух на початку внутрішніх сонних артерій. Давачі надсилають повідомлення сенсорними нервами до довгастого мозку головного мозку із зазначенням того, чи знизився або підвищився артеріальний тиск, і на скільки. Потім довгастий мозок поширює повідомлення по рухових або еферентних нервах, що належать до вегетативної нервової системи, для широкого переліку ефекторних органів, діяльність яких внаслідок цього змінюється, щоби виправити відхилення артеріального тиску. Одним з ефекторних органів є серце, частота скорочень якого спонукається до зростання (тахікардія) у разі спаду артеріального кров'яного тиску, або до сповільнення (брадикардія), коли тиск підвищується вище встановленого рівня. Отже, частота серцевих скорочень (для котрої в організмі немає давача) підтримується не гомеостатично, але є однією з ефекторних реакцій на помилки артеріального кров'яного тиску. Ще один приклад — швидкість потовиділення. Це один із дієвих способів гомеостатичного керування температурою тіла, отож вона дуже змінюється залежно від теплового навантаження, яке загрожує розладнанням основної температури тіла, для чого в гіпоталамусі головного мозку є давач — терморецептор.

### Артеріальний тиск
Мозок може керувати кровотоком у межах значень артеріального тиску, шляхом звуження та розширення артерій.
Рецептори високого тиску, які називаються барорецепторами в стінках дуги аорти й сонної пазухи (на початку внутрішньої сонної артерії), підтримують артеріальний тиск. Підвищення тиску виявляється під час розтягування стінок артерій через збільшення обсягу крові. Це змушує клітини серцевого м'яза виділяти в кров гормон передсердного натрійуретичного пептиду (ANP). Це діє на нирки, пригнічуючи секрецію реніну та альдостерону, викликаючи виділення натрію та супутньої води в сечу, тим самим зменшуючи об'єм крові. Потім ці дані передаються крізь аферентні нервові волокна до одиничного ядра довгастого мозку. Звідси збуджуються рухові нерви, що належать до вегетативної нервової системи, щоби впливати на діяльність, насамперед серця та артерій найменшого діаметра, званих артеріолами. Артеріоли є основними опірними судинами в артеріальному дереві, отже невеликі зміни діаметра, викликають значні зміни спротиву течії крізь них. Коли артеріальний кров'яний тиск підвищується, артеріоли заохочуються до розширення, що полегшує вихід крові з артерій, в такий спосіб здуваючи їх, і повертаючи кров'яний тиск до природного рівня. Водночас серце за допомогою холінергічних парасимпатичних нервів, схиляється до повільнішого биття (так звана брадикардія), забезпечуючи зменшення припливу крові до артерій, отже ще збільшуючи зниження тиску та виправлення початкової помилки.
Низький тиск в артеріях, викликає протилежний відгук організму — звуження артеріол і пришвидшення частоти серцевих скорочень (так звана тахікардія). Якщо спад артеріального тиску є дуже швидким або надмірним, довгастий мозок спонукає наднирковий мозок за допомогою «прегангліонарних» симпатичних нервів, до виділення в кров адреналіну. Цей гормон посилює тахікардію і викликає рішуче звуження судин артеріол до всіх, крім найважливіших органів організму (особливо до серця, легенів і мозку). Ці протидії зазвичай, дуже дієво виправляють низький артеріальний тиск (гіпотензію).

### Підтримання рівня ваги
Кожне тіло має «встановлений рівень», навколо якого підтримується вага. Цю задану межу обумовлюють кілька чинників, зокрема гени певної людини, її оточення та поведінка. Гіпоталамус — ділянка біля основи головного мозку, який також підтримує такі речі, як температура тіла та інше, стоїть на сторожі, щоби вага тіла певної особи, не опускалася нижче цього заданого рівня — що насправді не є перевагою, якщо людина намагається схуднути. «Ось чому ви можете триматися власної (звичної) ваги, навіть якщо ви старанно „сидите“ на дієтах і здійснюєте фізичні вправи, а також через це, більшість — 96 % людей, які втрачають надмірну вагу, невдовзі її повертають. Швидкість обміну речовин в стані спокою, яка вимірює кількість калорій, котрі організм використовує лише виконуючи свої повсякденні завдання, різко знижується після стрімкої втрати людьми ваги. Це означає, що уникнути відновлення ваги через „метаболічне пристосування“, дуже складно» — доктор Стенфорд (Гарвардський університет).

### Рівень кальцію
Рівень іонізованого кальцію (Ca2+) у плазмі крові, дуже жорстко забезпечується кількома гомеостатичними механізмами.

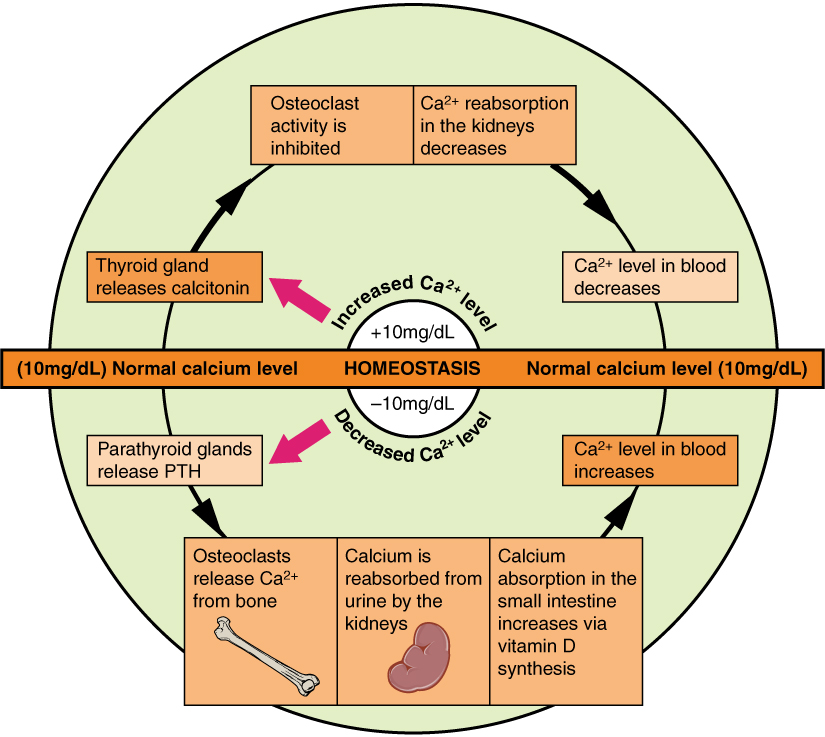
Гомеостаз кальцію

Один з них працює завдяки кальцій-чутливим рецепторам, що наявні в головних клітинах паращитоподібних залоз. Регуляторами другого, є парафолікулярні клітини щитоподібної залози. Головні клітини паращитоподібної залози виділяють паратиреоїдний гормон (ПТГ) у відповідь на зниження рівня іонізованого кальцію у плазмі; парафолікулярні клітини щитоподібної залози вивільняють кальцитонін у відповідь на підвищення рівня йонізованого кальцію у плазмі.
Відповідальними органами першого гомеостатичного механізму, є кістки, нирки та, через гормон, що вивільняється у кров нирками як відповідь на високий рівень ПТГ в крові, дванадцятипала та порожня кишка. Паратгормон (у високій концентрації в крові) викликає резорбцію кісток, вивільняючи кальцій у плазму. Це дуже швидка дія, яка може виправити загрозливу гіпокальціємію за кілька хвилин. Високі концентрації ПТГ викликають виведення фосфат-іонів із сечею. Оскільки фосфати з'єднуються з іонами кальцію з утворенням нерозчинних солей (див. також кістковий мінерал), зниження рівня фосфатів у крові вивільняє вільні іони кальцію в плазмовий іонізований пул кальцію. ПТГ має другу дію на нирки. Він заохочує вироблення та виділення нирками кальцитріолу у кров. Цей стероїдний гормон діє на епітеліальні клітини верхніх відділів тонкої кишки, збільшуючи їх здатність поглинати кальцій із вмісту кишки в кров.
Другий гомеостатичний механізм з його рецептором у щитоподібній залозі вивільняє кальцитонін у кров, коли скупчення іонізованого кальцію в крові, підвищується. Цей гормон діє насамперед на кістки, викликаючи швидке видалення кальцію з крові й відкладаючи його в нерозчинному вигляді в кістках.
Два гомеостатичних механізми, що працюють через ПТГ, з одного боку, і кальцитонін, з іншого, можуть дуже швидко виправити будь-яку навислу помилку в рівні іонізованого кальцію в плазмі, або видаляючи кальцій з крові та відкладаючи його в скелеті, або вивільняючи кальцій з нього. Кістяк діє як надзвичайно великий запас кальцію (близько 1 кг) порівняно з запасом кальцію у плазмі (близько 180 мг). Довгострокова регуляція відбувається завдяки всмоктуванню або вивільненню кальцію з кишки.
Іншим прикладом, є найкраще досліджені ендоканабіноїди, як-от анандамід (N-арахідоноїлетаноламід; AEA) і 2-арахідоноїлгліцерол (2-AG), синтез яких відбувається під дією низки внутрішньоклітинних ферментів, котрі активуються у відповідь на підвищення рівня внутрішньоклітинного кальцію щоби запровадити гомеостаз і запобігати розвитку пухлини за допомогою передбачуваних захисних механізмів, які запобігають росту та міграції клітин шляхом збудження CB1 та/або CB2 та прилеглих рецепторів.

### Рівень натрію
Додаткові відомості: Натрій у біології, Канальцево-клубочковий механізм і Натрій-кальцієвий обмінник
Гомеостатичний механізм, який керує насиченістю натрію в плазмі, є складнішим, ніж більшість інших гомеостатичних механізмів, про які йдеться на цій сторінці.
Чутливий елемент розташований у юкстагломерулярному апараті нирок, який сприймає концентрацію натрію в плазмі, напрочуд непрямим способом. Замість того, щоби вимірювати її безпосередньо в крові, яка плине повз юкстагломерулярні клітини, ці клітини відгукуються на рівень натрію в рідині ниркових канальців після того, як вона вже зазнала певної видозміни в проксимальному звивистому канальці та петлі Генле. Ці клітини також відповідають на швидкість кровотоку крізь юкстагломерулярний апарат, яка за звичних умов, прямо пропорційна артеріальному кров'яному тиску, що робить цю тканину допоміжним сприймальним утвором (давачем) артеріального кров'яного тиску.
У відповідь на зниження скупчення натрію в плазмі або на спад артеріального тиску, юкстагломерулярні клітини вивільняють ренін у кров. Ренін — фермент, який відщеплює декапептид (короткий білковий ланцюг, довжиною 10 амінокислот) від α-2-глобуліну плазми, що називається ангіотензиногеном. Цей декапептид, знаний як ангіотензин I. Він не має відомої біологічної активності. Однак, коли кров проходить крізь легені, ендотеліальний фермент легеневих капілярів, званий ангіотензинперетворювальним ферментом (АПФ), відщеплює ще дві амінокислоти від ангіотензину I, утворюючи октапептид, відомий як ангіотензин II. Ангіотензин II, це гормон, який діє на кору надниркових залоз, викликаючи вивільнення в кров стероїдного гормону альдостерону. Ангіотензин II також діє на гладенькі м'язи стінок артеріол, спричинюючи звуження цих судин малого просвіту, у такий спосіб обмежуючи відтік крові з артеріального дерева, спричинюючи підвищення артеріального кров'яного тиску. Зрештою, це підсилює заходи, про які зазначено вище (див. § Артеріальний тиск), котрі захищають артеріальний тиск від змін, особливо гіпотонії.
Підштовхуваний ангіотензином II альдостерон, що вивільняється клубочковою зоною надниркових залоз, впливає, зокрема, на епітеліальні клітини дистальних звивистих канальців і збірних проток нирок. Тут він викликає реабсорбцію іонів натрію з рідини ниркових канальців в обмін на іони калію, які виділяються з плазми крові в рідину канальців, щоби вийти з організму з сечею. Реабсорбція іонів натрію з рідини ниркових канальців зупиняє подальшу втрату іонів натрію з організму, отже й запобігає погіршенню гіпонатріємії. Гіпонатріємію можна виправити лише споживанням солі в харчуванні. Однак невідомо, чи може «сольовий голод» бути спричинений гіпонатріємією, або за допомогою якого механізму це може статися.
Коли зосередження іонів натрію в плазмі перевищує норму (гіпернатріємія), вивільнення реніну з юкстагломерулярного апарату припиняється, зупиняється й вироблення ангіотензину II та, як наслідок, викид альдостерону в кров. Нирки відповідають виведенням іонів натрію з сечею, у такий спосіб нормалізуючи скупчення іонів натрію в плазмі. Низький рівень ангіотензину II у крові знижує артеріальний тиск, як неминучу супутню дію у відповідь.
Реабсорбція іонів натрію з канальцевої рідини завдяки високим рівням альдостерону в крові, само собою не приводить до повернення води з ниркових канальців у кров із дистальних звивистих канальців або збірних проток. Це пов'язано з тим, що натрій реабсорбується в обмін на калій, отже, викликає лише помірну зміну осмотичного градієнта між кров'ю та рідиною канальців. Водночас епітелій дистальних звивистих канальців і збірних трубок є непроникним для води за відсутності в крові антидіуретичного гормону (вазопресину). Вазопресин є частиною підтримання співвідношення рідини. Його рівень у крові залежить від осмолярності плазми, яка вимірюється в гіпоталамусі головного мозку. Дія альдостерону на ниркові канальці, запобігає втраті натрію в позаклітинну рідину (ЕКР). Отже, осмолярність ECF не змінюється, та-й, зосередження АДГ у плазмі. Однак низькі рівні альдостерону спричинюють втрату іонів натрію з ECF, що ймовірно може спричинити зміну позаклітинної осмолярності та, зрештою, рівнів АДГ у крові.

## Психологічний гомеостаз
У психології, гомеостатичні установки менш зрозумілі, але одна, яка привернула увагу — це постійне підтримування гарних відчуттів щодо себе, відоме як особистий добробут (англ. SWB). По суті, це передбачає задане значення, що представляє найкращий рівень SWB для кожної людини. Тоді як усі задані значення перебувають у межах генетично встановленого діапазону, особисті притаманні значення, тримаються на постійному рівні в цих же межах, і вони забезпечують незмінний рівень гарного/створеного настрою. Переживання цього настрою, однак, забруднене тимчасовими коливаннями емоційних відповідей психіки, на якісь думки чи події. Ці хвилювання зміщують досвід SWB від його заданої точки, дозволяючи людині відчувати себе більш-менш пристойно, ніж зазвичай. Хоча це корисно на короткий проміжок часу, оптимальна звична діяльність, вимагає, щоби SWB повернувся до свого заданого рівня, а це потребує запуску кількох психологічних систем. Здатність гомеостатичної системи досягти такого повернення, є мірою її стійкості.
Термін психологічний гомеостаз було введено В. Б. Кенноном 1932 року, і як зазначено вище, він позначає загальну схильність кожного організму відновлювати внутрішню рівновагу кожного разу, коли вона змінюється. Ці внутрішні нестійкості, котрі можуть виникнути як на фізіологічному, так і на психологічному рівнях, називаються загальними потребами.
Пан Кеннон зауважив, що у відповідь на передбачувану загрозу, мозкова речовина надниркових залоз викидає в кров гормон адреналін. Цей гормон виконує узгоджувальне завдання, що залучає багато різних систем організму. Разом, ці системи виробляють спільну відповідь на очікувану загрозу, щоб як протистояти фізіологічному виклику, так і відновити рівновагу, коли загроза мине.
Отже, життя організму може бути визначене, як постійний пошук узгодженості між його потребами та їх задоволенням. Кожна дія, спрямована на пошук такої рівноваги, в широкому сенсі є поведінкою.

## Біосфера

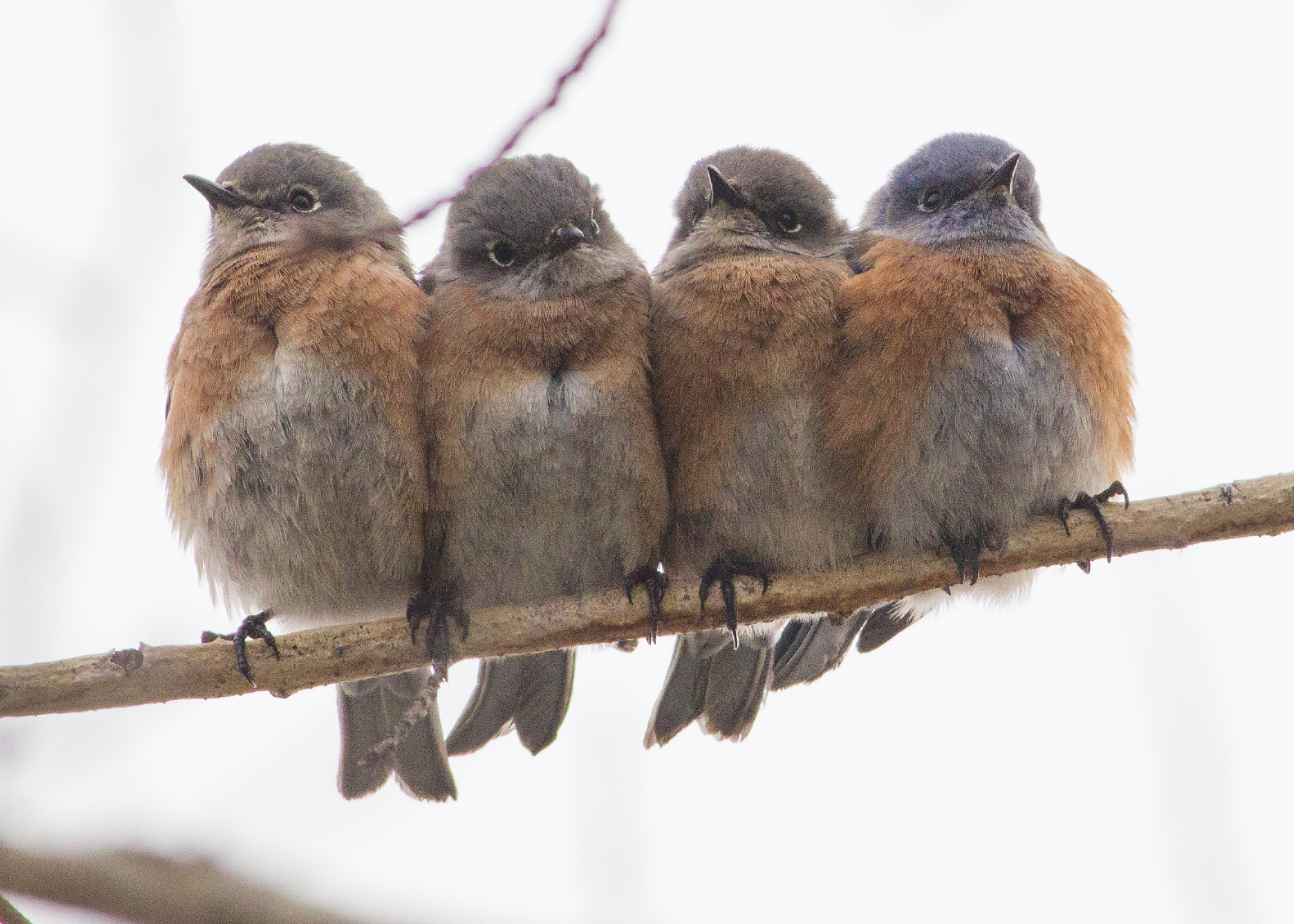
Пташки туляться одна до одної задля заощадження тепла

У гіпотезі Геї, Джеймс Лавлок зазначав, що вся маса живої речовини на Землі (або будь-якій планеті з життям) працює як величезний гомеостатичний суперорганізм, який діяльно пристосовує своє планетарне середовище для створення екологічних умов, потрібних для власного виживання. З його погляду, на всій планеті підтримується кілька гомеостазів (основний — температурний гомеостаз). Чи існує така система на Землі — залишається відкритим до обговорень. Однак деякі, відносно прості гомеостатичні механізми, загальноприйняті. Наприклад, іноді стверджується, що у разі підвищення рівня вуглекислого газу в атмосфері, деякі рослини можуть бути здатними рости краще, отже діяти так, щоби видаляти (споживати) більше вуглекислого газу з атмосфери. А втім, потепління посилило посуху, зробивши воду справжнім обмежувальним чинником на суші. Коли сонячне світло рясне і температура атмосфери підіймається, стверджується, що фітопланктон поверхневих вод океану, діючи як глобальний поглинач сонячного світла, так само як давачі тепла, може процвітати й утворювати більше диметилсульфіду (DMS). Молекули DMS виконують завдання ядер конденсації хмар, які утворюють більше хмарин, і в такий спосіб, збільшують атмосферне альбедо, а це натомість сприяє зниженню температури атмосфери. Проте, підвищення температури моря розшаровувало океани та відокремлювало теплі, прогріті сонцем води від прохолодних, багатих на поживні речовини вод. Отже, поживні речовини стали обмежувальним чинником, а рівень планктону насправді впав за останні 50 років, а не підвищився. У міру того, як науковці дізнаються все більше про Землю, виявляється величезна кількість петель (контурів) позитивного та негативного зворотного зв'язку, які усі разом підтримують метастабільний стан (інколи в дуже широких межах) умов довкілля.